# Mola d'Estat
La Mola del Quatre Termes o Mola d'Estat (Muela de los Cuatro Términos, o Muela de Estado, en catalán) es un tozal o muela que se encuentra en las montañas de Prades, en la Cuenca de Barberá, entre Vimbodí y Montblanch, a unos 1.200 m en línea recta del refugio de los Cogullons. Es vértice geodésico (número 263129001) y su altitud es de 1.117,7 metros sobre el nivel del mar; es, por lo tanto, una de las principales alturas de la sierra a la que pertenece, a pesar de que cerca de ella hay puntos con una cota superior y tiene, por lo tanto, una prominencia baja.
Se accede por el sendero de gran recorrido GR-171, que transcurre muy cerca.

## Etimología
Su nombre proviene del hecho que a unos 300 m al sur de la muela convergen los términos de cuatro municipios: Montblanch (o, antiguamente, Rojals, cuando era independiente de Montblanch), Vimbodí, Montreal y Prades, en su punto denominado "Mesa de los Cuatro Alcaldes" (Taula dels Quatre Batlles). Dice la tradición que, cuando había que hacer una tala de pinos, los cuatro alcaldes se reunían en este lugar para pactar los términos de la misma, puesto que algunos bosques eran compartidos.

## Características
Como hecho característico de este tozal, podemos encontrar tres cruces metálicas clavadas en la roca, denominadas popularmente "Las Tres Cruces" (Les Tres Creus), en una zona que ofrece impresionantes vistas de las montañas de Prades.